# Siegwart Gruder
Siegwart Gruder (auch Moritz und Moriz Gruder; * 24. August 1872 als Moses Schulem Gruder in Lemberg; † 25. Dezember 1935 in Wien) war ein österreichischer Schauspieler bei Bühne und Stummfilm.

## Leben und Wirken
Der aus einer jüdischen Familie stammende Gruder kam bereits als Kind mit seiner Familie von Galizien nach Wien. Dort schrieb er sich nach seiner Matura an der Universität als Hörer ein und ließ sich von den Hofschauspielern Georg Reimers, Joseph Lewinsky und Josef Altmann künstlerisch ausbilden. Diese ermöglichten ihm im Alter von 17 Jahren auch seine erste Rolle am Burgtheater. Anschließend wirkte er an verschiedenen deutschsprachigen Bühnen (viel Tourneetheater) und firmierte fortan unter seinem Künstlernamen Siegwart Gruder. 1912, als Gruder gerade an Berlins Theater des Westens engagiert war, wurde er zum Film geholt. Im Jahr darauf sah man ihn auch an der Seite Asta Nielsens: In dem Spionagedrama S1, seinem wohl bekanntesten Zelluloidwerk, verkörperte Gruder den Vater des dänischen Leinwandstars.
Während des Ersten Weltkriegs diente Siegwart Gruder die gesamten knapp viereinhalb Jahre, ehe er anschließend an das Theater des Westens zurückkehrte. Rund um 1919/20 erhielt er auch wieder einige wenige Filmrollen. Mitte der 1920er Jahre war er nach eigener Aussage im künstlerischen Beirat der Eichberg-Film Richard Eichbergs. Siegwart Gruder, der zur Evangelischen Kirche A. B. konvertiert war, blieb auch nach der NS-Machtergreifung in Berlin, starb aber an Weihnachten 1935 während eines Aufenthalts in Wien im Allgemeinen Krankenhaus und wurde auf dem Evangelischen Friedhof Simmering beigesetzt.
Gruder war von 1902 bis zur Scheidung 1909 mit der Opernsängerin Auguste Gerstorfer verheiratet. 1917 heiratete er in zweiter Ehe die Opern- und Operettensängerin Gräfin Leontine „Lona“ Norman, geb. Ney. Neben seiner schauspielerischen Tätigkeit versuchte sich Gruder auch als Kunstmaler.

## Filmografie
- 1912: Der Strohwitwer
- 1912: Die gelbe Rasse
- 1912: Die lebende Brücke
- 1913: S1
- 1919: Die Schreckensnacht auf Schloß Drachenegg
- 1920: Die Prinzessin vom Nil
- 1920: Der Henker von Sankt Marien